# PINK THE BEST
『PINK THE BEST』（ピンク・ザ・ベスト）は日本のロックバンド、PINKのベスト・アルバム。2002年3月27日にeast west japanよりリリースされた。

## 内容
活動凍結の13年後にリリースされた全曲デジタルリマスターでのベスト・アルバム。曲によって音飛びが発生しており物議を醸した。
MOON RECORDS時代の過去のシングルまたはアルバムから楽曲をセレクト。未発表曲・未CD化の収録はなしだが「光の子」の曲末途切れなしのトラックが初CD化。
CDジャケット表記の「SOUL FIGHT」は「SOUL FLIGHT」の誤りである（後に誤植は修正された）。

## 収録曲
1. TOKYO JOY - 4th album CYBER より
2. ベルリンは宇宙 (Berlin the Universe) - 5th album RED & BLUE より
3. 水の絆 - 5th album RED & BLUE より
4. GO EAST - 4th album CYBER より
5. LUCCIA (REMIX) - 12inch Single HIKARI-NO-KO (REMIX) C/W 曲
6. 日蝕譚 〜 SOLAR ECLIPSE 〜 - 2nd album 光の子 より
7. DON'T STOP PASSENGERS - Single DON'T STOP PASSENGERS より
8. SCANNER - 3rd album PSYCHO-DELICIOUS より
9. 光の子 - 2nd album 光の子 より （曲末途切れなし）
10. EARTH FALL - 5th album RED & BLUE より
11. SOUL FLIGHT - 1st album PINK より（CDジャケットの"SOUL FIGHT"は誤植）
12. DANCE AWAY - 1st album PINK より
13. YOUNG GENIUS - 1st album PINK より
14. CHRISTMAS ILLUSION - Single CHRISTMAS ILLUSION より
15. NAKED CHILD - 3rd album PSYCHO-DELICIOUS より